# Wilhelm Meendsen-Bohlken

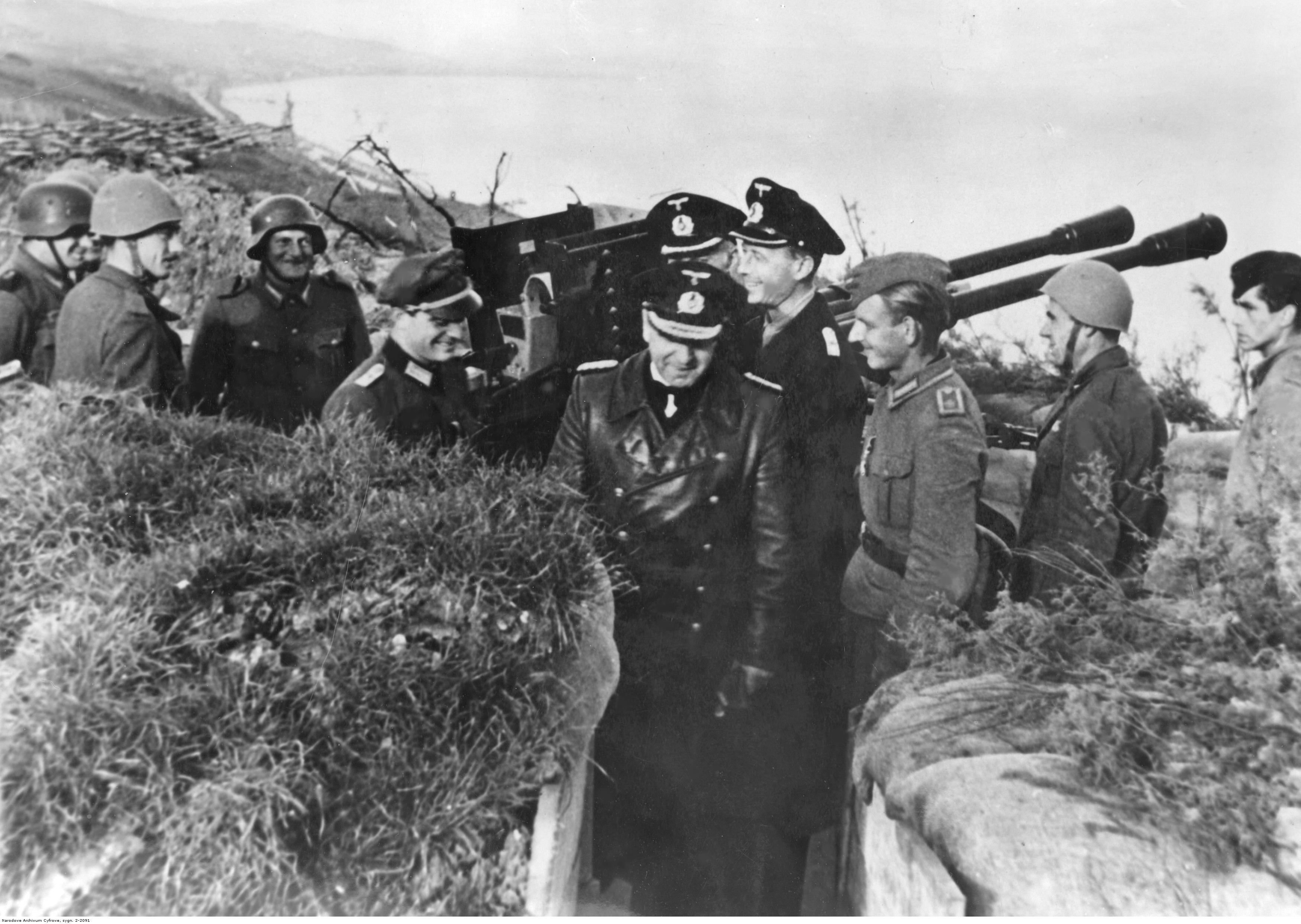
Vizeadmiral Wilhelm Meendsen-Bohlken (Mitte), Kommandeur der deutschen Flotte an der Flak-Stellung an der italienischen Adriaküste

Wilhelm Meendsen-Bohlken (* 25. Juni 1897 in Brake; † 20. August 1985 in Köln) war ein deutscher Marineoffizier, zuletzt Vizeadmiral im Zweiten Weltkrieg, und Kommandant des Schweren Kreuzers Admiral Scheer.

## Leben
Meendsen-Bohlken begann seine Militärkarriere am 4. Januar 1915 mit dem Eintritt als Kriegsfreiwilliger und Offiziersanwärter in die I. Marine-Division der Kaiserlichen Marine. Seine Schiffsausbildung absolvierte er vom 4. Februar bis 19. März auf dem Großen Kreuzer Freya und anschließend ab 20. März 1915 auf dem Linienschiff Hessen. Dort wurde er am 18. September 1915 zum Fähnrich zur See ernannt und nahm mit dem Schiff an der Skagerrakschlacht teil. Ende Dezember 1916 wechselte er auf das Linienschiff Schlesien und wurde am 15. August 1917 als Leutnant zur See (seit 13. Januar 1917) zu einem Navigationslehrgang an der Marineschule Mürwik abkommandiert. Von dort wechselte Meendsen-Bohlken zur U-Boot-Waffe und wurde nach dem Besuch der U-Boot-Schule sowie einem Minenlehrgang am 28. Januar 1918 zur I. U-Boot-Flottille versetzt und als Wachoffizier bis zum 6. März 1918 auf U 80 eingesetzt.
Die darauf folgende Zeit verbrachte er auf verschiedenen Lehrgängen, bevor er am 4. Juni 1918 erneut Wachoffizier, dieses Mal auf U 117 wurde. Dort verblieb bis 23. November 1918. Nach Kriegsende wurde er zur Verfügung der I. U-Boot-Flottille gestellt und am 27. März 1919 in die Reserve entlassen.
Am 11. November 1919 wurde er reaktiviert und als Wachoffizier zunächst auf dem Torpedoboot V 116 eingesetzt, dann am 1. September 1920 zur 1. Halbflottille kommandiert und am 10. Januar 1921 zum Oberleutnant zur See befördert. Er verblieb bis zum 9. Oktober 1923 dort, war zeitgleich seit 19. Februar Flottilleadjutant und wechselte am 10. Oktober 1923 als Marinenachrichtenoffizier nach Swinemünde. Von dort kam er am 21. September 1924 als Adjutant zur Küstenwehrabteilung I. Er wurde am 15. Januar 1926 zur II. Torpedobootsflottille versetzt, am 23. September 1926 zur 4. Torpedobootshalbflottille kommandiert und am 1. Mai 1927 zum Kapitänleutnant befördert. Als Kommandant übernahm Meendsen-Bohlken am 27. September 1928 das Torpedoboot Seeadler und im Anschluss daran in gleicher Funktion das Torpedoboot Wolf. Vom 1. Oktober 1929 bis 31. März 1931 absolvierte er einen Führergehilfenlehrgang und wurde anschließend als Referent in der Luftschutzgruppe nach Berlin zur Marineleitung versetzt. Am 27. September 1933 übernahm er die 3. Torpedobootshalbflottille als deren Chef und wurde am 1. Oktober 1934 zum Korvettenkapitän befördert. Vom 3. Oktober 1935 bis 24. August 1936 zur Wehrmachtakademie kommandiert, trat er am 25. August 1936 seinen Dienst als 1. Admiralstabsoffizier bei Stab Befehlshaber der Aufklärungsstreitkräfte an. Hier erfolgte am 1. Oktober 1937 die Beförderung zum Fregattenkapitän. Seine Versetzung zum Oberkommando der Wehrmacht als Chef der Rüstungswirtschaftsabteilung erhielt er am 16. Mai 1938, verblieb in dieser Stellung auch nach Ausbruch des Zweiten Weltkriegs und wurde am 1. Oktober 1939 zum Kapitän zur See befördert.
Meendsen-Bohlken wurde am 12. Juni 1941 zum Kommandanten des Schweren Kreuzers Admiral Scheer ernannt. Im Rahmen des Unternehmens Wunderland im August 1942 versenkte der schwere Kreuzer nur den alten Eismeerfrachter Sibirjakow und beschoss nahezu wirkungslos den sowjetischen Marinestützpunkt Port Dikson. Die eigentlichen Ziele des Unternehmens wurden damit nicht erreicht. Am 28. November 1942 gab er das Kommando ab und nahm als Chef des Marinekommandos Tunesien am Afrikafeldzug teil. Dort wurde er am 1. Februar 1943 zum Konteradmiral befördert und kurz darauf am 5. März 1943 zum Befehlshaber des Deutschen Marinekommandos Italien ernannt. Vom 18. Mai bis 12. August 1943 wurde er zur Verfügung des Oberbefehlshabers der Kriegsmarine gestellt und war anschließend bis 16. Juli 1944 wiederum Befehlshaber des Marinekommandos Italien. Seine Beförderung zum Vizeadmiral erfolgte am 1. Juni 1944, und vom 31. Juli 1944 bis Kriegsende war Meendsen-Bohlken Flottenchef im Flottenkommando.
Mit der deutschen Kapitulation geriet er in US-amerikanische Kriegsgefangenschaft, aus der er am 5. Dezember 1946 entlassen wurde.
1949 wurde Meendsen-Bohlken Verwaltungschef des im damaligen Aufbau begriffenen Bundesverbandes der Deutschen Industrie in Köln und baute dort von 1952 bis 1963 die Abteilung für Verteidigungsangelegenheiten auf.

## Auszeichnungen
- Eisernes Kreuz (1914) II. und I. Klasse
- U-Boot-Kriegsabzeichen (1918)
- Friedrich-August-Kreuz I. Klasse
- Spange zum Eisernen Kreuz II. und I. Klasse
- Komtur des Ordens der Krone von Italien am 11. März 1941
- Flotten-Kriegsabzeichen am 29. November 1942
- Deutsches Kreuz in Gold am 15. September 1943[1]
- Ritterkreuz des Eisernen Kreuzes am 15. Mai 1944[1]